# Periscyphis arabicus
Periscyphis arabicus är en kräftdjursart som beskrevs av Barnard 1941. Periscyphis arabicus ingår i släktet Periscyphis och familjen Eubelidae. Inga underarter finns listade i Catalogue of Life.